# Ehud

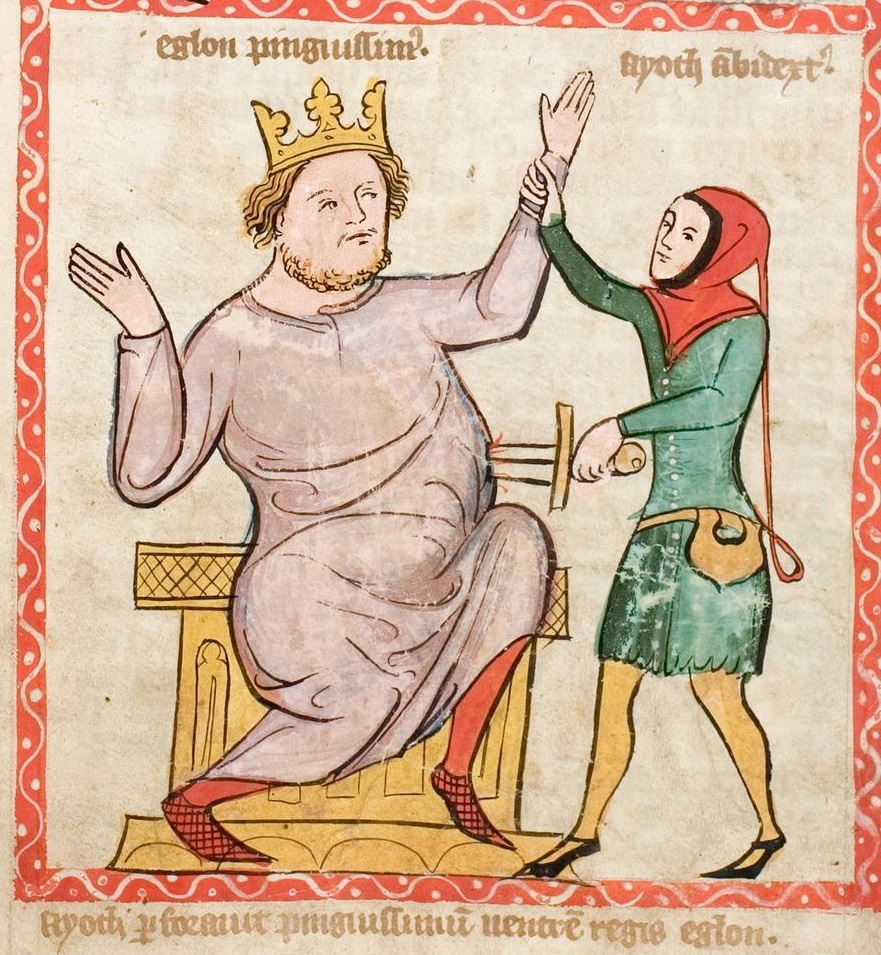
De moord op koning Eglon, Speculum Humanae Salvationis, 1360.

Ehud (Hebreeuws: אֵהוּד, Ēhûḏ, "eendracht") was volgens Rechters 3 in de Hebreeuwse Bijbel de tweede rechter van de Israëlieten. Hij kwam uit de stam van Benjamin en was de zoon van Gera.
Tijdens zijn periode als rechter werd Israël onderdrukt door de Moabieten. Ehud kreeg door een list toegang tot het paleis van Eglon, de koning van de Moabieten. Aangezien Ehud linkshandig was, kon hij ongemerkt zijn zwaard grijpen en zo Eglon doden, waardoor het volk Israël werd bevrijd.
Een andere Ehud (soms geschreven als Echud) was een zoon van Bilhan, uit de stam van Benjamin, en lid van een familie van dappere krijgslieden (1 Kronieken 7:10-11).